# Kvinnan på tåget
Kvinnan på tåget (originaltitel: The Girl on the Train) är en thriller-roman från 2015 av Paula Hawkins. Den handlar om Rachel Watson som tar pendeltåget varje dag. Hon ser någonting chockerande hända utanför tågfönstret som förändrar hennes liv. Handlingen berättas ur ett förstapersonsperspektiv. 
Boken har fått positiva recensioner och sålt i 11 miljoner exemplar världen över. En filmatisering hade biopremiär den 7 oktober 2016.

## Utgåvor
- Hawkins, Paula (2015) (på engelska). The girl on the train. London: Random House UK. Libris 17115422. ISBN 9780857522320
  - Hawkins, Paula (2015). Kvinnan på tåget. Översättning: Jessica Hallén. Stockholm: Massolit. Libris 17081278. ISBN 9789187783432